# Niger aux Jeux olympiques d'été de 2012
Le Niger participe aux Jeux olympiques d'été de 2012 à Londres au Royaume-Uni du 27 juillet au 12 août 2012. Il s'agit de sa 11e participation à des Jeux d'été. Le pays tentera de remporter sa première médaille olympique depuis 1972.

## Athlétisme
Hommes
| Athlète          | Épreuve      | Séries   | Séries | Quarts de finale | Quarts de finale | Demi-finales | Demi-finales | Finale   | Finale |
| Athlète          | Épreuve      | Résultat | Rang   | Résultat         | Rang             | Résultat     | Rang         | Résultat | Rang   |
| ---------------- | ------------ | -------- | ------ | ---------------- | ---------------- | ------------ | ------------ | -------- | ------ |
| Rabiou Guero Gao | 1 500 mètres | 4:05.46  | 43     | NC               | NC               | -            | -            | -        | -      |

Femmes
| Athlète            | Épreuve    | Séries   | Séries | Quarts de finale | Quarts de finale | Demi-finales | Demi-finales | Finale   | Finale |
| Athlète            | Épreuve    | Résultat | Rang   | Résultat         | Rang             | Résultat     | Rang         | Résultat | Rang   |
| ------------------ | ---------- | -------- | ------ | ---------------- | ---------------- | ------------ | ------------ | -------- | ------ |
| Nafissa Souleymane | 100 mètres | 12.81    | 20     | -                | -                | -            | -            | -        | -      |

## Aviron
Le Niger a reçu une wild card.
Hommes
| Athlète              | Épreuve | Séries  | Séries | Repêchage | Repêchage       | Quart de finale | Quart de finale | Demi-finale | Demi-finale         | Finale  | Finale       |
| Athlète              | Épreuve | Temps   | Rang   | Temps     | Rang            | Temps           | Rang            | Temps       | Rang                | Temps   | Rang         |
| -------------------- | ------- | ------- | ------ | --------- | --------------- | --------------- | --------------- | ----------- | ------------------- | ------- | ------------ |
| Hamadou Djibo Issaka | Skiff   | 8:25.56 | 30     | 8:39.66   | 4 (Repêchage 2) | -               | -               | 9:07.99     | 8 (Demi-finale E/F) | 8:53.88 | 3 (Finale F) |

## Boxe
Homme
| Athlète                  | Épreuve          | 16e de finale              | 8e de finale        | Quart de finale     | Demi-finale         | Finale              | Finale |
| Athlète                  | Épreuve          | Adversaire Résultat        | Adversaire Résultat | Adversaire Résultat | Adversaire Résultat | Adversaire Résultat | Rang   |
| ------------------------ | ---------------- | -------------------------- | ------------------- | ------------------- | ------------------- | ------------------- | ------ |
| Moustapha Abdoulaye Hima | Welters (-69 kg) | Cameron Hammond (AUS) 6-13 | -                   | -                   | -                   | -                   | -      |

## Judo
Le Niger a qualifié 1 judoka.
| Athlète         | Compétition           | 1/32 de finale              | 1/16 de finale                 | 1/8 de finale       | Quarts de finale    | Demi-finales        | Repêchage 1         | Repêchage 2         | Finale              | Finale |
| Athlète         | Compétition           | Adversaire Résultat         | Adversaire Résultat            | Adversaire Résultat | Adversaire Résultat | Adversaire Résultat | Adversaire Résultat | Adversaire Résultat | Adversaire Résultat | Rang   |
| --------------- | --------------------- | --------------------------- | ------------------------------ | ------------------- | ------------------- | ------------------- | ------------------- | ------------------- | ------------------- | ------ |
| Zakari Gourouza | Moins de 60 kg hommes | Kenny Godoy (HON) 0100/0000 | Arsen Galstyan (RUS) 0000/0101 | -                   | -                   | -                   | -                   | -                   | -                   | -      |

## Natation
| Athlète                  | Épreuve         | Séries | Séries | Demi-finales | Demi-finales | Finale | Finale |
| Athlète                  | Épreuve         | Temps  | Rang   | Temps        | Rang         | Temps  | Rang   |
| ------------------------ | --------------- | ------ | ------ | ------------ | ------------ | ------ | ------ |
| Nafissatou Moussa Adamou | 50 m nage libre | 37.29  | 71     | -            | -            | -      | -      |